# Coprinus grossii
Coprinus grossii är en svampart som beskrevs av J.Aug. Schmitt & Watling 1998. Coprinus grossii ingår i släktet Coprinus och familjen Agaricaceae.   Inga underarter finns listade i Catalogue of Life.